# Tulburare schizofreniformă
Tulburarea schizofreniformă este o tulburare mentală diagnosticată atunci când simptomele de schizofrenie sunt prezente pentru o porțiune semnificativă de timp în cadrul unei perioade de o lună, dar semnele de perturbare nu sunt prezente întreaga perioadă de șase luni necesară pentru diagnosticarea schizofreniei. 
Simptomele ambelor tulburări pot consta în deliruri, halucinații, vorbire dezorganizată, comportament catatonic sau dezorganizare și retragerea socială. Pe când deteriorările în funcționarea socială, ocupațională sau academică fac parte din diagnosticul de schizofrenie, în tulburarea schizofreniformă, nivelul de funcționare al individului poate sau poate să nu fie afectat. Pe când declanșarea schizofreniei este adesea treptată de-a lungul unui număr de luni sau ani, declanșarea tulburării schizofreniforme poate fi relativ rapidă. 
Asemenea schizofreniei, tulburarea schizofreniformă este adesea tratată cu medicamente antipsihotice, în special atipice, alături de o varietate de suporturi sociale (precum psihoterapia individuală, terapia de familie, terapia ocupațională, etc.) menite să reducă impactul social și emoțional al bolii. Prognoza variază în funcție de natura, severitatea și durata simptomelor, dar aproximativ două treimi din indivizii diagnosticați cu tulburare schizofreniformă continuă să dezvolte schizofrenia.

## Simptome și diagnostic
Tulburarea schizofreniformă este un tip de boală mentală care se caracterizează prin psihoză și este strâns înrudită cu schizofrenia. Atât schizofrenia cât și tulburarea schizofreniformă, după cum sunt definite de Manual de diagnostic și statistică a tulburărilor mentale (DSM-IV-TR), au aceleași simptome și trăsături esențiale cu excepția a două diferențe: nivelul de deteriorare funcțională și durata simptomelor. Deteriorări în funcționarea socială, ocupațională sau academică sunt de obicei prezente în schizofrenie, mai ales aproape de timpul primului diagnostic, dar atare deteriorări pot sau pot să nu fie prezente în tulburarea schizofreniformă. În tulburarea schizofreniformă, simptomele (inclusiv fazele prodromală, activă și reziduală) trebuie să dureze cel puțin o lună, dar nu mai mult de 6 luni, pe când în schizofrenie simptomele trebuie să fie prezente minimum 6 luni.
Dacă simptomele persistă cel puțin o lună, un diagnostic provizoriu de tulburare schizofreniformă poate fi dat în timp ce se așteaptă să se vadă dacă recuperarea are loc. Dacă simptomele se rezolvă în cadrul perioadei de 6 luni de la declanșare, calificativul provizoriu este eliminat di diagnostic. În orice caz, dacă simptomele persistă 6 luni sau mai mult, diagnosticul de tulburare schizofreniformă trebuie revizuit. Diagnosticul de tulburare psihotică scurtă poate fi luat în considerare dacă durata simptomelor este mai mică de o lună.
Principalele simptome atât ale tulburării schizofreniforme cât și a schizofreniei pot fi:
- deliruri,
- halucinații,
- vorbire dezorganizată rezultată din tulburarea gândurilor,
- comportament catatonic sau dezorganizat, și simptome negative, precum
- inabilitate de a simți o gamă de emoții (afect plat),
- inabilitate de a experimenta plăcerea (anhedonie),
- vorbire deteriorată sau diminuată (afazie),
- lipsa dorinței de a forma relații (asocialitate), și
- lipsă a motivației (avoliție).

## Prognoză
Următorii specificatori pentru tulburarea schizofreniformă pot fi utilizați pentru a se indica prezența sau abesența trăsăturilor care pot fi asociate cu o prognoză mai bună: 
- Cu trăsături de pronostic bun, utilizate dacă cel puțin două din următoarele trăsături sunt prezente: 
  - Declanșarea simptomelor psihotice în cadrul a 4 luni a primei schimbări însemnate în comportamentul și funcționarea uzuală
  - Confuzie sau perplexitate la culmea episodului psihotic
  - Funcționare socială și ocupațională premorbidă bună
  - Absența afectului tocit sau plat
- Fără trăsături de pronostic bun, dacă două sau mai multe din trăsăturile de mai sus nu sunt prezente.

Prezența simptomelor negative și contactul vizual slab se arată a fi pronostic al unui rezultat slab. Multe din schimbările anatomice și funcționale văzute în creierele pacienților cu schizofrenie au loc de asemenea la pacienții cu tulburare schizofreniformă. În orice caz, în prezent nu există consens printre specialiști cu privire la dacă lărgirea ventriculară, care este un factor de pronostic sărac pentru schizofrenie, are sau nu vreo valoarea de pronostic pentru tulburarea schizofreniformă. Potrivit Asociației Psihiatrice Americane, aproximativ două treimi din pacienții diagnosticați cu tulburare schizofreniformă „provizorie” sunt ulterior diagnosticați cu schizofrenie; restul păstrează diagnosticul de tulburare schizofreniformă.

## Cauză
Cauza exactă a tulburării rămâne necunoscută și relativ puține studii s-au concentrat exclusiv pe etiologia tulburării schizofreniforme.  Ca în cazul altor tulburări psihotice, a fost propus un model diateză-stres, sugerând că anumiți indivizi au la bază o vulnerabilitate genetică multifactorială la tulburare care poate fi declanșată de anumiți factori de mediu. Tulburarea schizofreniformă este mai probabil să aiblă loc la persoanele ai căror membri de familie au schizofrenie sau tulburare bipolară.

## Tratament
Variate modalități de tratament, inclusiv farmacoterapia, psihoterapia și variate alte intervenții psihosociale și educaționale, sunt utilizate pentru tratarea tulburării schizofreniforme. Farmacoterapia este cea mai obișnuit utilizată modalitate de tratament întrucât medicamentele psihiatrice pot acționa rapid atât pentru a reduce severitatea simptomelor cât și pentru a le scurta durata. Medicamentele utilizate sunt în cea mai mare parte aceleași cu cele utilizate pentru tratarea schizofreniei, antipsihoticul atipic fiind medicamentul uzual de alegere. Pacienții care nu răspund la primul antipsihotic atipic pot beneficia de pe urma trecerii la un alt antipsihotic atipic, a adăugirii unui stabilizator de dispoziție precum litiul sau un anticonvulsiv, sau se poate trece la un antipsihotic tipic.
Tratamentul tulburării schizofreniforme poate avea loc la pacienții interni, pacienții externi cât și în cazurile de spitalizare parțială.  În privința selectării cadrului de tratament, scopurile principale sunt minimalizarea consecințelor psihologice pentru pacient și păstrarea siguranței pacientului și a altora. În timp ce nevoia de a stabiliza rapid simptomele pacientului există aproape întotdeauna, luarea în considerare a severității simptomelor pacientului, susținerea familiei și probabilitatea de complianță la tratamentului pentru pacienți externi pot ajuta la a se determina dacă stabilizarea poate avea loc într-un cadrul extern. Pacienții care primesc tratament intern pot beneficia de un mediu mediat structurat, în timpul fazelor inițiale de reîntoarcere în comunitate.
Pe măsură ce au loc ameliorări ale simptomelor în timpul tratamentului, ajutorul cu abilități de a face față, tehnicile de rezolvare a problemelor, abordările psihoeducaționale și eventual terapia ocupațională și evaluările sunt adesea foarte folositoare pentru pacienți și familiilor lor. Practic toate tipurile de psihoterapie individuală sunt utilizate în tratarea tulburării schizofreniforme, cu excepția terapiei orientate spre interior întrucât pacienții au adesea o înțelegere limitată a interiorului lor ca simptom al bolii lor.
Întrucât tulburarea schizofreniformă are un asemenea început rapid de simptome severe, pacienții sunt uneori stare de negare a bolii lor, ceea ce de asemenea poate limita eficiența terapiilor orientate spre interior. Formele de susținere ale psihoterapiei precum psihoterapia interpersonală, psihoterapia de suport și terapia cognitiv-comportamentală sunt destul de potrivite pentru tratarea tulburării. Psihoterapia de grup nu este de obicei indicată pentru pacienții cu tulburare schizofreniformă deoarece pot fi stresați de simptomele pacienților cu tulburări psihotice mai avansate.

## Epidemiologie
Tulburarea schizofreniformă afectează în mod egal bărbații și femeile. Cele mai comune vârste de declanșare sunt de 18-24 pentru bărbați și 18-35 pentru femei. În timp ce simptomele de schizofrenie adesea se dezvoltă treptat într-o perioadă de ani, criteriile de diagnostic pentru tulburarea schizofreniformă necesită o declanșare mult mai rapidă.
Evidența disponibilă sugerează variații ale incidenței de-a lungul cadrelor socioculturale. În Statele Unite și alte țări dezvoltate, incidența este mică, posibil de cinci ori mai mică decât cea a schizofreniei. În țările în curs de dezvoltare, incidența este substanțial mai mare, în special pentru subtipul „cu trăsături de pronostic bun”. În unele dintre aceste cadre, tulburarea schizofreniformă poate fi la fel de comună ca schizofrenia.